# Boemund I
Boemund I de Hauteville (ur. 1058, zm. 7 marca 1111) – jeden z przywódców I wyprawy krzyżowej, książę Antiochii w latach 1098–1111.

## Życiorys
Był synem Roberta Guiscarda, normandzkiego księcia Apulii i Kalabrii oraz jego pierwszej żony – Aubrée z Buonalbergo. Na chrzcie nadano mu imię Marc, później przyjął jednak imię Boemund (imię noszone przez legendarnego olbrzyma).
Opis wyglądu Boemunda zawarła na kartach swego dzieła historycznego pt. Aleksjada bizantyńska księżniczka Anna Komnena, córka cesarza Aleksego, która najprawdopodobniej spotkała Boemunda osobiście. W Aleksjadzie 13,10,4 (tłum. O. Jurewicza) znajdujemy następujący opis:
O Boemundzie można powiedzieć krótko. Nie było doń podobnego w całym cesarstwie rzymskim ani barbarzyńcy ani Hellena. Jego widok wzbudzał podziw, rozgłos o nim wprawiał w strach. By szczegółowo opisać wygląd barbarzyńcy: odznaczał się on tak wysokim wzrostem, że górował nad najwyższymi mężczyznami prawie o łokieć. W pasie był szczupły, w biodrach i barkach - szeroki. Pierś miał rozwiniętą, ramiona silne. Cała budowa ciała nie była ani za chuda, ani za otyła, odznaczała się doskonałymi proporcjami, została, by tak rzec, wyrzeźbiona według kanonów Polikleta. Ręce miał mocne, silny chód, jędrną szyję i dobrze zbudowane plecy (...). Skórę na całym ciele miał mlecznobiałą, jedynie biel twarzy zabarwiała się rumieńcami. Włosy zachowywały kolor jasny i nie spadały jak u innych barbarzyńców aż na barki.(...) Niebieskie oczy Boemunda wyrażały jednocześnie odwagę i dostojeństwo. (...) Natura obdarzyła go nozdrzami, przez które swobodnie przechodziło powietrze wydobywające się z serca z wrzeniem.
W latach 1081–1085 brał udział w kampanii wojennej swojego ojca na terenie bizantyjskiej Albanii. Po śmierci ojca w roku 1085 wszczął bunt przeciwko bratu, który pozbawił go dziedzictwa. Po pogodzeniu się z bratem w roku 1086 otrzymał część Apulii i miasto Bari, a od 1088 tytułowany był księciem Tarentu.

### Udział w krucjacie

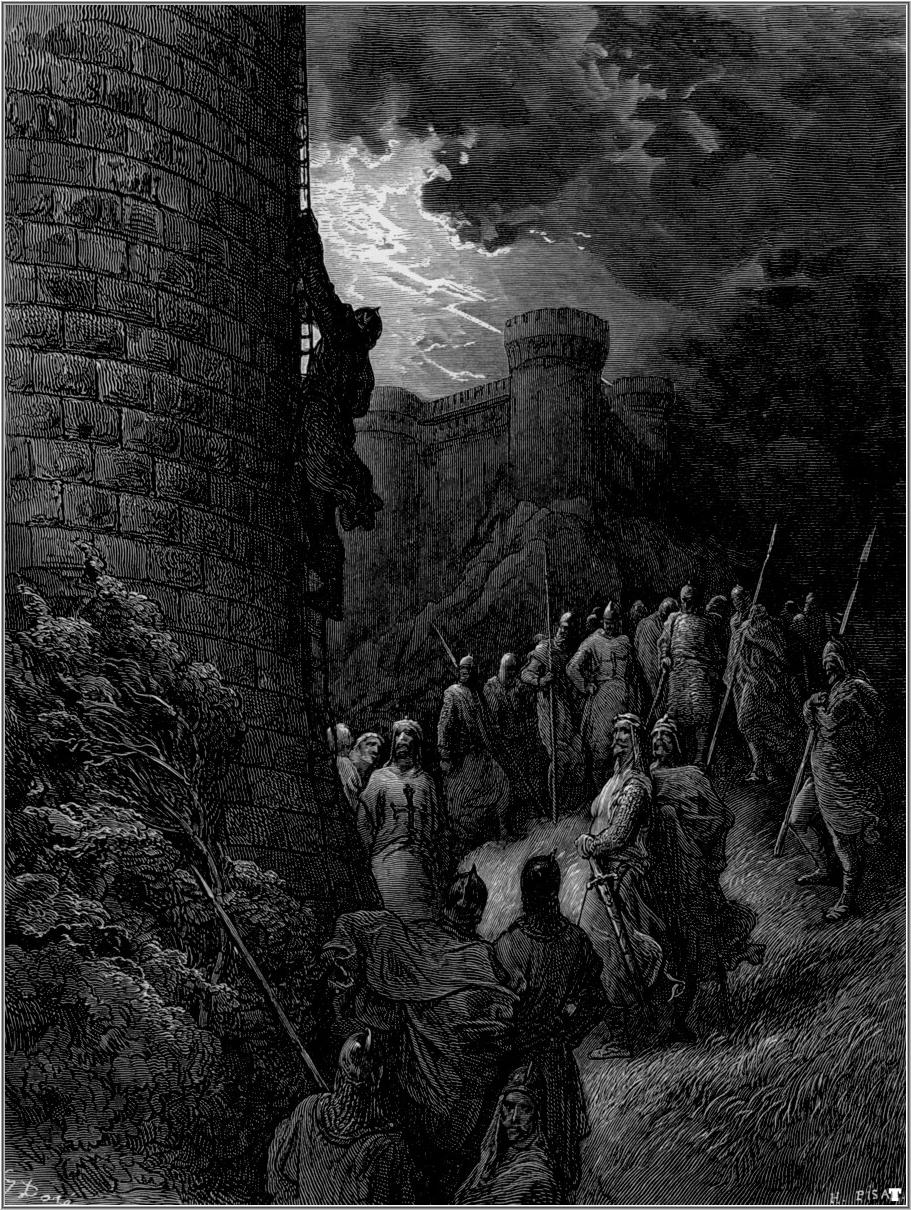
Boemund wspina się na mur obronny Antiochii, rycina Gustawa Doré.

W roku 1096 Boemund wyruszył do Konstantynopola, aby wziąć udział w pierwszej wyprawie krzyżowej. Po złożeniu przysięgi wierności cesarzowi Aleksemu I, starał się zjednać sobie cesarza i objąć dowództwo nad armią bizantyjską na Wschodzie, lecz po niepowodzeniu tych zabiegów ostatecznie przyłączył się do krzyżowców.
Podczas oblężenia Antiochii krzyżowcy powierzyli mu naczelne dowództwo. Boemund zgodził się je przyjąć dopiero po obietnicy oddania mu władzy nad miastem w razie jego zdobycia. Stojąc na czele armii zdobył miasto, namawiając część obrońców do zdrady, a następnie odparł atak sił muzułmańskiego wodza Kurbughi. Jednak, gdy zdrajca opuścił z murów drabinkę z wołowej skóry, Boemund zachęcał swych ludzi do ataku, sam jednak pozostał na dole. Po tym zwycięstwie opuścił armię krzyżową i utworzył Księstwo Antiochii, po czym zajął się poszerzaniem jego granic. Formalnie księstwo zostało mu nadane przez patriarchę Damberta pod koniec 1099 roku. Po odparciu muzułmańskiej odsieczy, pobożni chrześcijańscy kronikarze rozpisywali się o pojawieniu się w chmurach Jezusa Chrystusa, świętego Andrzeja i zastępów niebieskich.

### Książę Antiochii
Rok później w bitwie pod Meliteną dostał się do niewoli Daniszmendydów, skąd wyszedł dopiero po trzech latach po zapłaceniu ogromnego okupu. Podczas jego nieobecności władzę w księstwie sprawował jego siostrzeniec Tankred.
W roku 1104 wyruszył na Zachód, szukając wsparcia dla swego księstwa. Według Anny Komneny w obawie przed Bizantyjczykami nakazał rozgłosić plotkę o swojej śmierci i odbył tę drogę w trumnie ujawniając się dopiero tuż przed dotarciem do Italii. Poślubił Konstancję, córkę króla Francji Filipa I, z którą miał później synów Jana i Boemunda II. Na czele potężnej armii obległ należące do Bizancjum Dyrrachium. We wrześniu 1108 roku podpisał układ z Bizancjum, w którym uznał się za wasala cesarskiego w zamian za uznanie jego osobistych (ale nie dziedzicznych) praw do księstwa Antiochii, po czym wyjechał do Apulii, gdzie zmarł w roku 1111. Pochowany został obok katedry w Canosa di Puglia.

### Podsumowanie
Był zręcznym politykiem i odważnym żołnierzem o ogromnych ambicjach, których nie udało mu się zrealizować. Jego działalność dyplomatyczna na europejskich dworach przyczyniła się do kształtowania nieżyczliwej dla Bizancjum postawy, do kreowania obrazu „zdradzieckiego Greka” i pogłębienia niechętnej krucjatom postawy Bizancjum.